# Pilar Zamora
María del Pilar Zamora Bastante (Ciudad Real, 1971) es una política española del PSOE, alcaldesa de Ciudad Real desde 2015 hasta 2021.

## Biografía

### Formación e inicios de su carrera política
Nacida en Ciudad Real, es licenciada en Derecho por la Universidad de Castilla-La Mancha. Abogada, es concejal por el PSOE del Ayuntamiento de Ciudad Real desde 2007, habiendo desempeñado la portavocía del Grupo Socialista en el consistorio entre 2009 y 2011. 

### Alcaldesa de Ciudad Real
Tras haber revalidado su cargo de concejal en 2011 al haber ido de número dos en la lista de su partido, en octubre de 2014 ganó las primarias para ser la candidata a la alcaldía de Ciudad Real por el PSOE, obteniendo nueve concejales frente a diez del PP y cuatro de Ganemos. Tras haber alcanzado un acuerdo con esta formación, el 13 de junio de 2015 fue proclamada alcaldesa de Ciudad Real.
A principios de abril de 2018, Pilar anunció que padecía cáncer de mama, por lo que debía coger baja temporal de sus funciones como alcaldesa. Su ausencia de la política activa duraría unos pocos meses, pues afirmaba desear presentarse a la reelección en los comicios de 2019.
En las elecciones municipales de 2019, Zamora revalidó el cargo de alcaldesa para los dos próximos años tras contar con el apoyo de Ciudadanos con los que consiguió llegar a trece de los veinticinco votos de los concejales que forman parte de la Corporación ciudadrealeña. De esta manera, la regidora socialista estuvo al frente del consistorio los dos primeros años de la legislatura, mientras que los últimos dos años tomó el bastón de mando la concejal naranja Eva María Masías.

## Cargos desempeñados
- Concejal del Ayuntamiento de Ciudad Real (desde 2007).
- Portavoz del Grupo Socialista en el Ayuntamiento de Ciudad Real (2009-2011).
- Alcaldesa de Ciudad Real (2015-2021).